# کافران بی‌نام
کافران بی‌نام نام یک گروه رپ فارسی ساکن آلمان است.
آرمان و آزاد اصلانی بنیان‌گذار گروه کافران بی‌نام هستند. آنها ابتدا گروهی به نام «گذر» تشکیل داده بودند و پس از استقبال از ترانه‌های سیاسی و اجتماعی، گروه کافران بی‌نام را بنیان نهادند. تاکنون دوازده اثر از آنها منتشر شده‌است. ترانه «ما رو ببخش»، کاری از این گروه، در حمایت از حقوق دگرباشان جنسی است.
این گروه چند ترانه از جمله «آزادی» و «پاشو پاشو دیگه بسه سکوت» را به منظور همبستگی با اعتراضات سال ۸۸ اجرا کرده‌است. یکی از جنجالی‌ترین ترانه‌های این گروه «ممد نبودی ببینی» است که اوضاع کنونی ایران از دید صاحب اثر را به شکل معکوس بیان می‌کند.